# Aleksandar Ranković (Fußballspieler)
Aleksandar Ranković (serbisch-kyrillisch Александар Ранковић; * 31. August 1978 in Belgrad) ist ein ehemaliger serbischer Fußballspieler sowie heutiger -trainer.
Während seiner Karriere als Spieler stand er in seiner Geburtsstadt bei Rad Belgrad sowie bei Partizan Belgrad unter Vertrag sowie neun Jahre in den Niederlanden bei Vitesse Arnheim und ADO Den Haag.

## Karriere

### Spieler
Von 2002 bis 2011 absolvierte Aleksandar Ranković, der aus der Jugend von Rad Belgrad kam, in der Eredivisie 153 Partien für Vitesse Arnheim sowie für ADO Den Haag und schoss dabei als rechter Außenverteidiger 8 Tore. Mit Vitesse spielte er in der Saison 2002/03 im UEFA-Pokal und schaltete dort sowohl Rapid Bukarest und Werder Bremen aus, ehe der Verein aus der Hauptstadt der Provinz Gelderland gegen den FC Liverpool ausschied. Seine Karriere ließ Ranković seit Sommer 2011 in seinem Geburtsland bei Partizan Belgrad ausklingen. Im Punktspielbetrieb kam er für einen der größten serbischen Fußballvereine zu lediglich einem Einsatz. Auf internationalem Parkett kam Aleksandar Ranković zu drei Einsätzen in der Qualifikation zur UEFA Champions League 2011/12, in der Partizan gegen KRC Genk ausschied sowie zu zwei Partien in der Vorausscheidung zur Europa League 2011/12, wo die Serben in den Play-offs gegen die irischen Halbprofis der Shamrock Rovers ausschieden.

### Trainer
Aleksandar Ranković kehrte nach seiner aktiven Karriere in die Niederlande zurück und war von 2014 bis 2017 Trainer der U19 von ADO Den Haag. Zur Saison 2017/18 wurde der Serbe neuer Co-Trainer von Vitesse Arnheim. Nach einem Jahr ging Ranković zu Sparta Rotterdam, wo er ebenfalls die Rolle des Co-Trainers übernahm. Dort blieb er zwei Jahre. Aleksandar Ranković übernahm zur Saison 2020/21 den Cheftrainerposten bei ADO Den Haag. Hier stand er bis zum 8. November unter Vertrag. Zu Beginn der Saison 2021/22 wurde er in Rotterdam Co-Trainer beim Erstligisten Sparta Rotterdam. Die Saison 2022/23 war er Co-Trainer beim ebenfalls in der ersten Liga spielenden FC Utrecht. Ende Juni 2023 ging er nach Singapur. Hier übernahm er den Singapore-Premier-League-Erstligisten Lion City Sailors. Am Ende der Saison 2023 feierte er mit den Sailors die Vizemeisterschaft. Am 9. Dezember 2023 stand er mit den Sailors im Finale des Singapore Cup. Hier besiegte man Hougang United mit 3:1.

## Erfolge

### Trainer
Lion City Sailors
- Singapurischer Vizemeister: 2023
- Singapore Cup-Sieger: 2023